# Hal Haskins

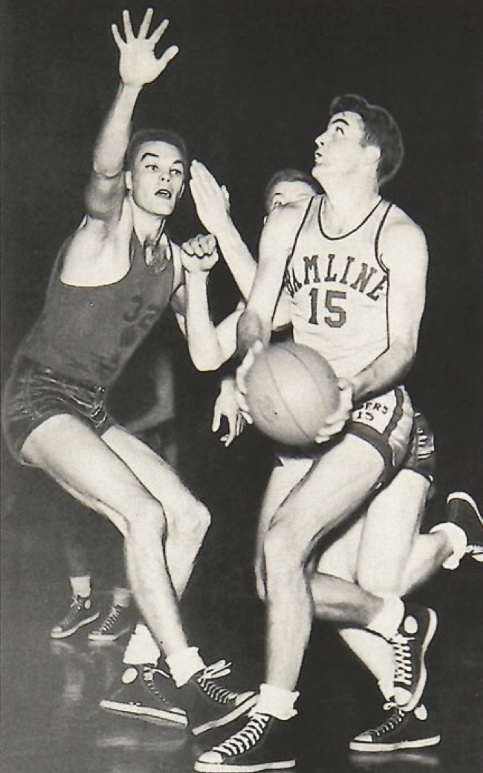
Foto do ex- jogador de basquetebol americano Hal Haskins.

Harold "Sleepy Hal" Haskins (29 de outubro de 1924 — 31 de maio de 2003) foi um jogador norte-americano de basquete da Universidade de Hamline que conduziu os Pipers ao Campeonato Nacional da NAIA de 1949. Com 1 985 pontos marcados, detém o recorde de maior pontuador da história da Universidade de Hamline. Foi All-American [en] em 1948 e eleito, em 1949, o jogador mais valioso pela Associação Nacional de Atletismo Intercolegial. Foi escolhido pelo Minneapolis Lakers na segunda rodada do draft de 1950. Na temporada 1950–51, Hal jogou na National Basketball Association (NBA) pelo Saint Paul Lights e, posteriormente com Waterloo Hawks.
Hal Haskins foi indicado, em 1960, ao Hall da Fama da Associação Nacional de Atletismo Intercolegial.